# Carrickfergus
Carrickfergus (del irlandés Carraig Fhearghais) es una localidad del Condado de Antrim, Irlanda del Norte. Está situada en el Belfast Lough, a 18 km al norte de Belfast. Según el censo de 2011 cuenta con una población de 27 998. Es la localidad más antigua del condado, y uno de los más antiguos de toda la isla de Irlanda. Carrickfergus fue el centro administrativo del distrito del mismo nombre, hasta que fue integrado al nuevo distrito de Mid and East Antrim en 2015.